# Anosia melanippus
Anosia melanippus är en fjärilsart som beskrevs av Pieter Cramer 1777. Anosia melanippus ingår i släktet Anosia och familjen praktfjärilar. Inga underarter finns listade i Catalogue of Life.